# 文德蘭山
文德蘭山（英語：Mount Wendland），是南極洲的山峰，位於杜費克海岸，處於肯尼山東北面3.7公里，屬於奧拉夫王子山脈的一部分，海拔高度1,650米，在1970年11月18日由美國研究計劃繪入地圖，現時由南極條約體系管理。